# Frizellia
Frizellia is een geslacht van hooiwagens uit de familie Cosmetidae.
De wetenschappelijke naam Frizellia is voor het eerst geldig gepubliceerd door Mello-Leitão in 1941. 

## Soorten
Frizellia is monotypisch en omvat slechts de volgende soort:
- Frizellia gentilia